# Kut
Kut je dio ravnine omeđen dvama polupravcima koji se sijeku i imaju zajednički vrh. Obično se obilježava kružnim lukom među polupravcima. Krakovi kuta su polupravci koji omeđuju kut.
Ako je duljina luka manja od četvrtine opsega kružnice, kut je šiljast ili oštar, ako je jednaka četvrtini, kut je pravi, ako je veća od četvrtine a manja od polovine, kut je tup, ako je jednaka polovini, kut je ispružen, ako je veća od polovine, kut je izbočen ili konkavan, i napokon, ako je jednaka opsegu kružnice, kut je pun. 
Dva kuta su komplementarna ako im je zbroj pravi kut, a suplementarna ako im je zbroj ispruženi kut.
Vrste kutova:
- šiljasti kut – <0°, 90°>
- pravi kut – [90°]
- tupi kut – <90°, 180°>
- ispruženi kut – [180°]
- izbočeni kut – <180°, 360°>
- puni kut – [360°]

|  |  |  |

## Simetrala kuta
Simetrala kuta skup je točaka ravnine koje su jednako udaljene od krakova kuta. Ona je zraka s početkom u vrhu kuta te dijeli kut na dva jednaka dijela.

### Trokut
Simetrale unutarnjih kutova trokuta sijeku se u jednoj točki, koja je središte trokutu upisane kružnice.
Simetrale dva vanjska kuta trokuta sijeku se u središtu trokutu pripisane kružnice.
Simedijana je osnosimetrična slika težišnice s obzirom na simetralu kuta. Sve tri simedijane sijeku se u Lemoinovoj točki.

#### Poučak o simetrali kuta
Prema poučku o simetrali kuta, simetrala unutarnjeg kuta trokuta siječe treću stranicu u omjeru ostalih stranica.
Neka je ABC trokut. Neka simetrala kuta ∠ABC siječe AC u točki D. Tada vrijedi:
{\displaystyle {\frac {|AD|}{|DC|}}={\frac {|AB|}{|BC|}}}

Poopćenjem:
{\displaystyle {\frac {|BD|}{|DC|}}={\frac {|AB|\sin \angle DAB}{|AC|\sin \angle DAC}}.}

### Romb
Svaka od dijagonala romba dijeli dva nasuprotna kuta na dva jednaka dijela.